# Апхісіт Ветчачива

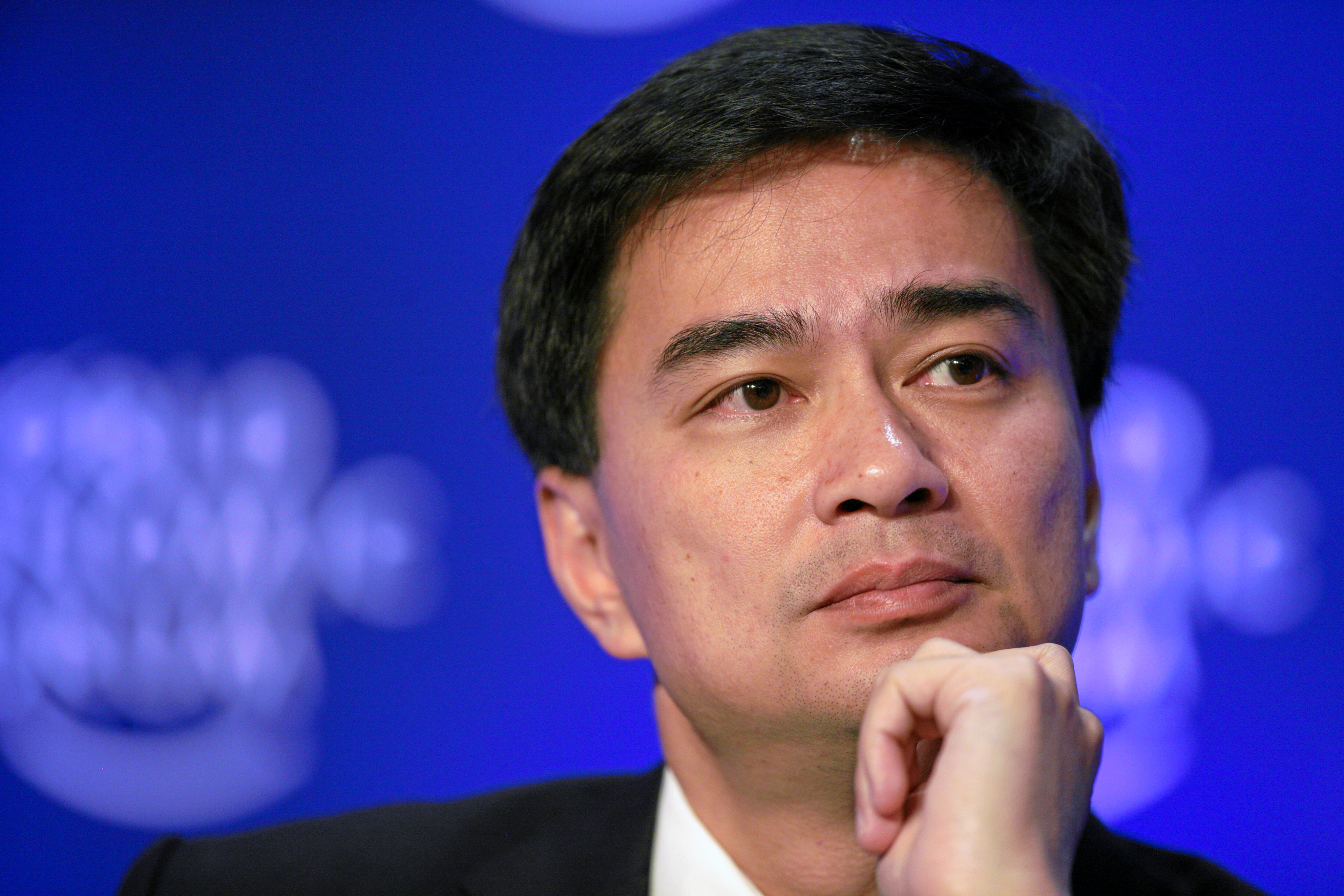
Апхісіт Ветчачива

Апхісіт Ветчачива (тай. อภิสิทธิ์ เวชชาชีวะ, RTGS: Aphisit Wetchachiwa, IPA: [à.pʰí.sìt wêːt.tɕʰāː.tɕʰīː.wáʔ, англ. Abhisit Vejjajiva) — прем'єр-міністр Таїланду від грудня 2008 року, був обраний на цю посаду після заборони діяльності Партії народної влади в результаті масових протестів у країні. Лідер Демократичної партії Таїланду з 2005 року. З 1992 по 2001 рік був депутатом Національної асамблеї, а в 2001—2005 та 2007—2008 роках — депутатом Палати представників Національної асамблеї Таїланду.

## Життєпис
Апхісіт Ветчачива народився 3 серпня 1964 року у Великій Британії, в Ньюкаслі (Ньюкаслі-апон-Тайн) у родині викладачів медицини Атхасіта (Athasit) і Содсаі (Sodsai) Ветчачива. Його батьки були багатими членами бангкокської громади тайських китайців, пов'язаних з правлячою елітою Таїланду з XVIII століття: Апхісіт здобував освіту в найкращих школах і університетах Таїланду та Великої Британії. Після навчання в бангкокській демонстраційній школі при Університеті імені Чулалонгкорна (Chulalongkorn University) він продовжив навчання в Скейткліффській підготовчій школі для хлопчиків (Scaitcliffe preparatory boys school), а потім поступив в Ітонський коледж (Eton College).
Вища освіта Апхісіт отримував в Коледжі святого Іоанна Оксфордського університету (St John's College, Oxford University): там він захистив диплом на ступінь бакалавра з філософії, політики та економіки, а потім диплом магістра з економіки. Апхісіт деякий час викладав в таїландській Королівській військовій академії імені Чулачомклао (Chulachomklao Royal Military Academy) і університеті Таммасат (Thammasat University) в Бангкоку. У 1990 році Ветчачива отримав ступінь бакалавра права в Університеті Рамхамхаенг (Ramkhamhaeng University).
Вперше Апхісіт зацікавився політикою в дев'ятирічному віці під час революції 1973 року, яка повалила військову хунту в Таїланді. У 1991 році батько Апхісіта, Атхасіт, був призначений Національною миротворчою радою (військовою хунтою, що прийшла до влади в тому ж році шляхом військового перевороту) заступником міністра охорони здоров'я Таїланду. У 1992 році Апхісіт був обраний до Національної асамблеї Таїланду від Демократичної партії в бангкокському виборчому окрузі, ставши одним з наймолодших парламентаріїв за всю історію Таїланду. Від того ж округу він переобирався в 1995 і 1996 роках, а в 2001 і 2005 роках обирався за партійним списком Демократичної партії в Палату представників Національної асамблеї Таїланду — конституція 1997 зробила парламент двопалатним.
Апхісіт швидко просувався по ієрархії Демократичної партії: обіймав пости партійного прес-секретаря, урядового прес-секретаря в коаліційному уряді, був головою парламентського комітету з питань освіти, помічником секретаря прем'єр-міністра країни і міністром адміністрації прем'єр-міністра Таїланду. На думку експертів, важливу роль у просуванні Апхісіта грала його приваблива зовнішність.
Після поразки Демократичної партії на виборах в 2001 році від очолюваної Таксином Чинаватом партії «Тайці люблять тайців» (Thai Rak Thai, TRT) Апхісіт прийняв спробу завоювати пост глави Демократичної партії, але програв вибори Баньяту Бантадтану (Banyat Bantadtan). Після того як в 2005 році демократи в черговий раз програли вибори прихильникам Таксина, Баньят пішов у відставку, і на його місце був обраний Апхісіт. Демократи активно критикували політику Таксина, Апхісіт навіть запропонував королю Таїланду відправити прем'єр-міністра у відставку. Через політичну кризу Таксин був змушений розпустити парламент і оголосити позачергові вибори, які пройшли в квітні 2006 року. У разі приходу до влади Апхісіт пообіцяв припинити війну в Південному Таїланді з повстанцями-ісламістами, зробити освіту в країні доступнішою, освоїти альтернативні види палива на основі тапіока і зберегти популістські нововведення Таксина, в тому числі його реформу охорони здоров'я. Проте демократи вирішили бойкотувати вибори, а TRT здобула переважну перемогу за фактично безальтернативного голосування. Згодом ці вибори були визнані незаконними і було призначено нове голосування, однак 19 вересня 2006 року, коли Таксин перебував у Нью-Йорку на Асамблеї ООН, група воєначальників під керівництвом головнокомандувача сухопутними силами Сонтхі Буньяратглін організувала в країні військовий переворот і позбавило уряд повноважень.
Після затвердження нової конституції на референдумі в 2007 році Демократична партія знов програла вибори, цього разу Партії народної влади (People's Power Party, PPP), яка була створена після заборони TRT. Прем'єр-міністром країни став Самак Сунтхаравей (Samak Sundaravej), який заявляв, що на посаді прем'єр-міністра він буде, фактично, виконавцем рішень, які прийматиме Таксин.
У серпні 2008 року «Народний союз за демократію» (People's Alliance for Democracy, PAD), підтримуваний частиною армії і частиною лідерів Демократичної партії, звинуватив Самака в некомпетентності, а PPP — у тому, що партія прийшла до влади шляхом купівлі голосів виборців. PAD влаштував масові акції протесту в Бангкоку: активістами спілки були захоплені аеропортів міста і територія резиденції глави уряду Таїланду. У кінцевому підсумку хвилювання призвели до усунення Самака та обрання прем'єр-міністром іншого близького прихильника Таксина і чоловіка його сестри — Сомчая Вонгсавата (Somchai Wongsawat). Проте в грудні 2008 Сомчай за рішенням суду був відсторонений від посади, а PPP була розпущена. У грудні 2008 року Апхісіту вдалося сформувати коаліцію з деякими колишніми союзниками PPP і перемогти на виборах прем'єр-міністра Таїланду. Експерти відзначали, що якщо PPP і Таксин орієнтувалися на сільське населення півночі країни, то Апхісіт представляв інтереси промислового півдня: бізнесу, середнього класу, армії і королівського двору.
На думку експертів, після свого приходу до влади, Апхісіт встановив в країні ще більшу диктатуру, ніж була за Таксина: були посилені покарання за критику королівського двору, посилена цензура інтернету.
Навесні 2009 року політична криза в Таїланді розгорілася з новою силою, посилена всесвітньою економічною кризою, деякі експерти сумнівалися в тому, чи зможе Апхісіт впоратися з проблемами в політиці і економіці країни. Найактивніші прихильники Таксина, що ховався від кримінального переслідування за кордоном, об'єдналися навколо «Демократичного союзу проти диктатури» (United Front for Democracy against Dictatorship, UDD або «червоносорочечники»). Таксин звинуватив Апхісіта у зв'язках з військовими, що скоїли військовий переворот у 2006 році. Активісти UDD паралізували роботу уряду і зірвали проведення Східно-азійського саміту в Паттаї, який мав початися 12 квітня 2009. У Бангкоку і його околицях було введено надзвичайний стан, а введений в столицю війська застосували зброю проти маніфестантів. Таксин звернувся з вимогою відставки Апхісіта, проте той відмовився добровільно йти з посади, а 13 квітня заявив про те, що ситуація в країні взята під контроль уряду.

## Особисте
Апхісіт одружений з колишнім стоматологом і викладачем математики Пімпен Сакунтабе (Pimpen Sakuntabha), у них двоє дітей. У Апхісіта дві сестри: Аліса Вачарасіндху (Alisa Wacharasindhu) працює дитячим психологом, а Нгармпун Ветчачива (Ngarmpun Vejjajiva) — відома в Таїланді письменниця.
Апхісіт є вболівальником англійського футбольного клубу «Ньюкасл Юнайтед».

## Виноски
1. ↑  Deutsche Nationalbibliothek Record #105790757X // Gemeinsame Normdatei — 2012—2016.
2. ↑  Munzinger Personen
3. ↑  https://www.bbc.com/news/world-asia-pacific-13298394
4. ↑  Historical Sequence of Thai Cabinet: Assembly XLVII, March 2, 1991 — March 22, 1992. — The secretariat of the Cabinet of Thailand, 07.12.2002
5. ↑  Steven Erlanger. Normalcy Returns After Thai Coup. — The New York Times, 27.02.1991
6. ↑  Street wise: Abhisit's fame taken in vain. — The Nation (Thailand), 07.10.2005
7. 1 2 3 4 5 6  Profile: Thailand's Prime Minister Abhisit Vejjajiva. — Xinhua, 12.04.2009
8. 1 2  Profile: Abhisit Vejjajiva. — BBC News, 08.04.2009
9. ↑  Richard Lloyd Parry. Profile: Abhisit Vejjajiva. — Times Online, 15.12.2008
10. ↑  Hannah Beech. Open Road: Is Abhisit Vejjajiva Thailand's Next Leader? — Time, 23.08.2007
11. ↑  The insider's guide to … the Thai coup. — CNN, 20.09.2006
12. ↑  The party is over. — The Economist, 31.05.2007
13. ↑  Kavi Chongkittavorn. Better ways to save thai online freedom. — The Nation (Thailand), 06.04.2009
14. ↑  Thomas Bell. Thailand analysis: «land of smiles» becomes land of lies. — The Telegraph, 05.04.2009
15. ↑  Thomas Bell. Ten years jail for «insulting» Thai king. — The Telegraph, 03.04.2009
16. ↑  Thaksin: Overthrow Thai government. — Al Jazeera, 13.04.2009
17. ↑  Seth Mydans, Thomas Fuller. Clashes Over Thai Protests Intensify. — The New York Times, 13.04.2009
18. ↑  Thomas Bell. Thai troops fire on protesters in Bangkok. — The Telegraph, 13.04.2009